# Wim Bosma
Willem (Wim) Bosma (Amsterdam, 21 september 1902 - aldaar 28 december 1985) was een Nederlands kunstschilder, aquarellist, grafisch ontwerper, monumentaal kunstenaar en wandschilder. 
Hij was autodidact maar kreeg wel lessen van Piet van Wijngaerdt.
Bosma had een atelier op de Stadhouderskade 100 te Amsterdam. Hij schilderde en aquarelleerde in een constructief expressionistische trant landschappen, havens, figuren, spoorwegviaducten, treinen, boten en vliegmachines. Tot zijn meest bekende werken behoren de stations en havens uit de jaren dertig, geschilderd in een nieuw-zakelijke, realistische stijl. Na 1945 deden naast technische onderwerpen ook andere motieven hun intrede in zijn werk. Een favoriet onderwerp in zijn werk was de Afrikaanse vrouw. Bosma was een liefhebber van jazz-muziek. 
Werk van Wim Bosma is onder meer aangekocht door het Centraal Museum in Utrecht, het Gemeentemuseum Den Haag, het Stedelijk Museum Amsterdam en particuliere verzamelaars. 
Bosma was overtuigd communist en lid van de kunstenaarsvereniging De Onafhankelijken, tot deze vereniging zich in de Tweede Wereldoorlog aansloot bij de Nederlandsche Kultuurkamer. Lidmaatschap van deze aan Nazi-Duitsland gelieerde instelling was voor Bosma niet te rijmen met zijn communistische denkbeelden.
Wim Bosma was de broer van Jan Johannes Bosma, tuinarchitect en ontwerper van het Bijenpark in Amsterdam.
- Biografisch Portaal: 08220532
- RKD-Nederlands Instituut voor Kunstgeschiedenis: 11106